# Vallée de Lam Tsuen
La vallée de Lam Tsuen (chinois : 林村谷) est une vallée située dans les Nouveaux Territoires de Hong-Kong, à l'ouest de Tai Po, de Lam Tsuen et d'autres villages. La rivière Lam Tsuen et ses affluents recueillent l'eau des collines environnantes. La zone est convenable pour l'agriculture, malgré une population agricole en baisse.
La ferme de Kadoorie, au fond de la vallée, est un jardin botanique remarquable pour ses arbres à vœux.